# Vassmossen och Nunnestad
Vassmossen-Nunnestad var en av SCB avgränsad och namnsatt småort i Gullspångs kommun, Västra Götalands län. Den omfattade bebyggelse i byarna Vassmossen och Nunnestad belägna i Amnehärads socken och norr om Gullspång.